# Natura non facit saltus
Natura non facit saltus ("la natura no fa salts", en llatí) ha estat un principi de la filosofia natural com a mínim des de l'època d'Aristòtil. Apareix en forma d'axioma a les obres de Gottfried Leibniz (Nous assaigs, IV, 16) i Isaac Newton, els coinventors del càlcul infinitesimal, vegeu principi de continuïtat. També és un element clau de la descripció que feu Charles Darwin de la selecció natural a la seva obra L'origen de les espècies. L'expresisó prové de l'obra de Carl von Linné Philosophia Botanica.
El principi expressa la idea que les coses i les propietats naturals canvien de manera gradual, no sobtadament. En un context matemàtic, això permet assumir que les equacions que governen els fenòmens són contínues i en certa manera derivables. A vegades es diu que la mecànica quàntica d'avui en dia viola aquest principi a causa del concepte de transició quàntica, que Erwin Schrödinger criticà utilitzant el principi.
En un context biològic, el principi fou utilitzat per Darwin i altres per defensar el postular evolucionista que diu que totes les espècies sorgeixen d'espècies anteriors a través de canvis graduals i ínfims, i no a través de l'aparició sobtada de formes noves. La biologia evolutiva d'avui en dia fa servir terminologia que es refereix tant a canvis constants, com ara la deriva genètica, com variació discontínua, com ara les mutacions. Tanmateix, com que l'estructura bàsica de l'ADN és diferenciada, actualment se sap que la natura sí que fa salts des d'un punt de vista biològic, tot i que a una escala molt petita.